# Ischyromene australoides
Ischyromene australoides är en kräftdjursart som först beskrevs av Barnard1940.  Ischyromene australoides ingår i släktet Ischyromene och familjen klotkräftor. Inga underarter finns listade i Catalogue of Life.